# کتاب کیلز

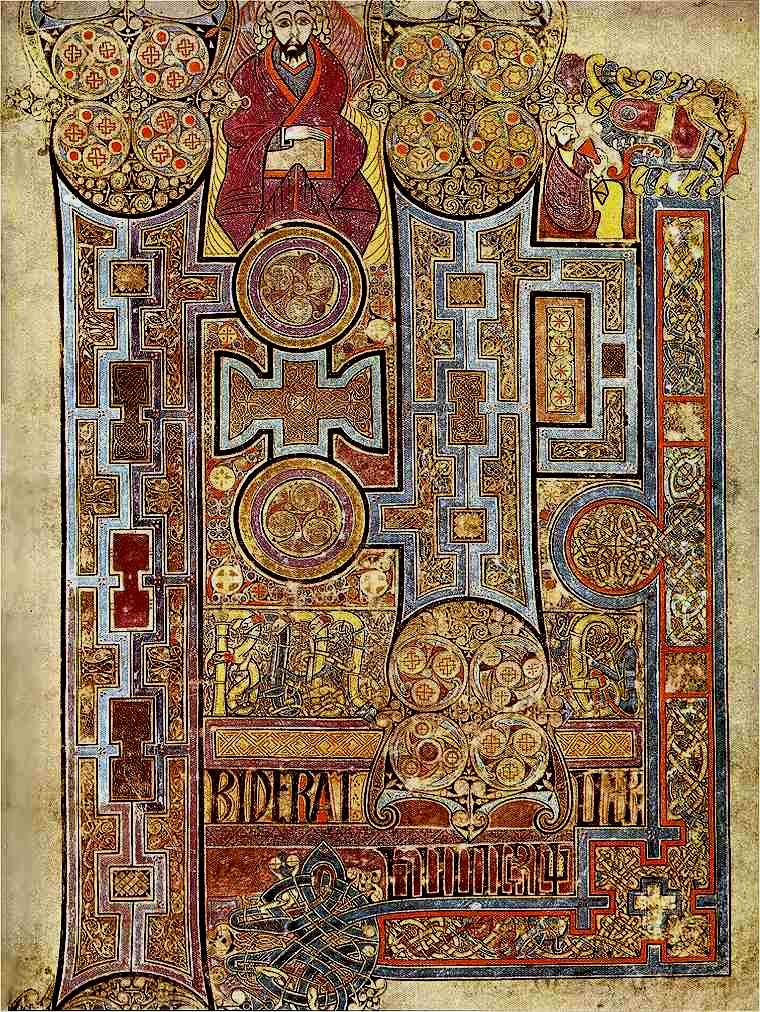
کتاب کیلز یا کِلز، (folio 292r), حدود ۸۰۰, نشان‌دهندهٔ تزئینات پرخرج متن انجیل یوحنا

کتاب کِلز یا کیلز (ایرلندی: Leabhar Cheanannais) که گاهی به عنوان کتاب کولومبا هم شناخته می‌شود، نُسخهٔ خطی و تذهیب شدهٔ کتاب گاسپل در زبان لاتین است که شامل چهار انجیل عهد جدید همراه با نوشتارهای مختلف مُتون دیباچه و جداول مُرتبط با آن می‌باشد.
این کتاب احتمالاً در صومعه  آیونا آغاز شده و در صومعه کلز تکمیل شده است. و احتمال داده می‌شود که کمک‌هایی در جهت نگارش آن از نهادهای مختلف در بریتانیا و ایرلند دریافت شده باشد، بر اساس مُندرجات تاریخی احتمالاً در ۸۰۰ میلادی نوشته شده و در حقیقت مصادف با اوج شکوفایی دورهٔ دوم هنر سلتی است، متن برگرفته شده در جهت نوشتن کتاب ترجمه‌ای از انجیل به نام ولگاته است و تصاویر آن تا حَد زیادی از لاتینِ قدیمی کتاب مقدس کشیده شده اگر چه بیشتر آن نیز شامل چندین بخشِ برگرفته از نُسخه‌های قبلی کتاب مقدس می‌باشد، کتاب کیلز در حقیقت یک شاهکار از خوشنویسی غربی است و نشان دهندهٔ اوجِ روشنایی در طراحی و هنر سلتی است.

## نگارخانه

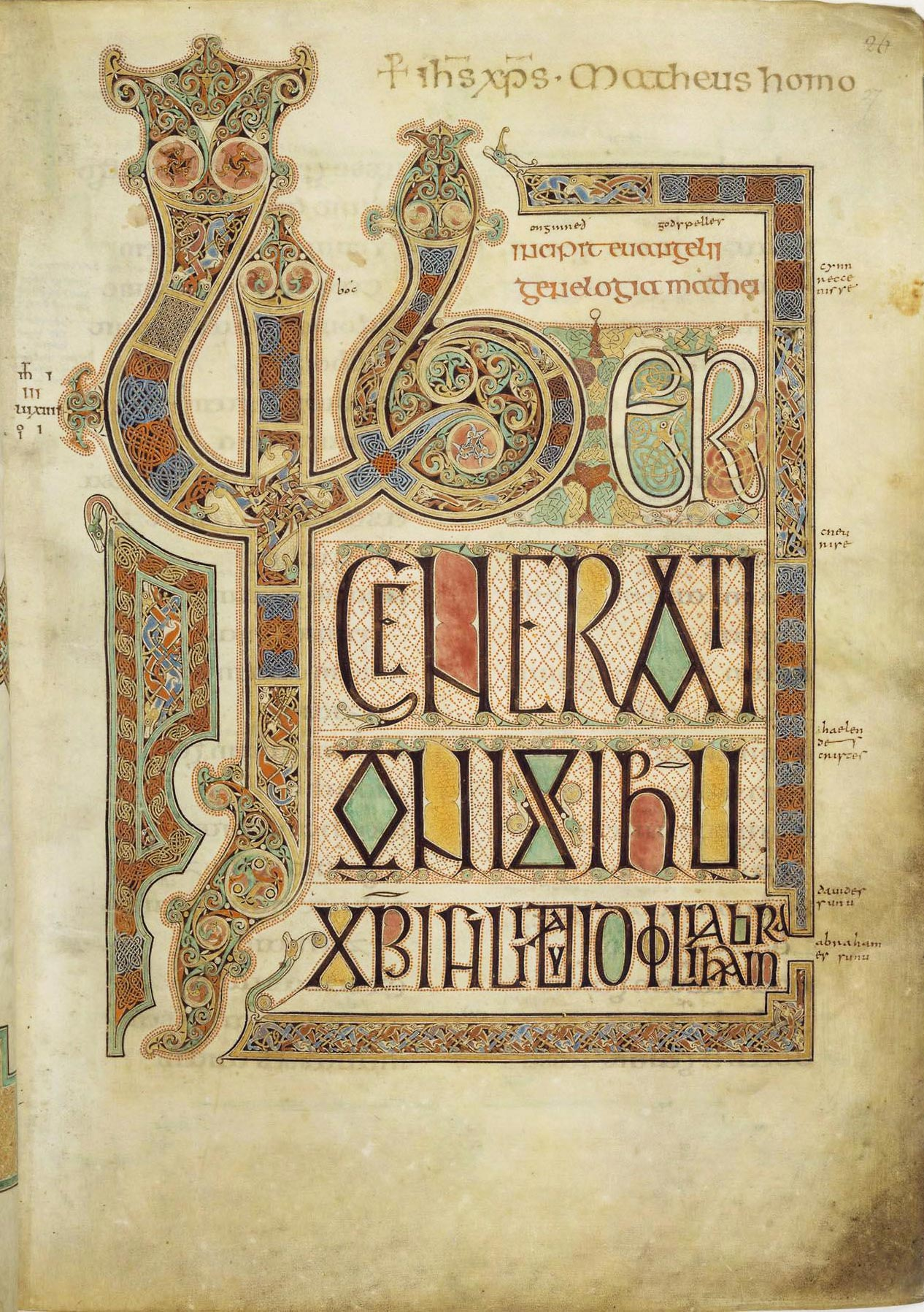
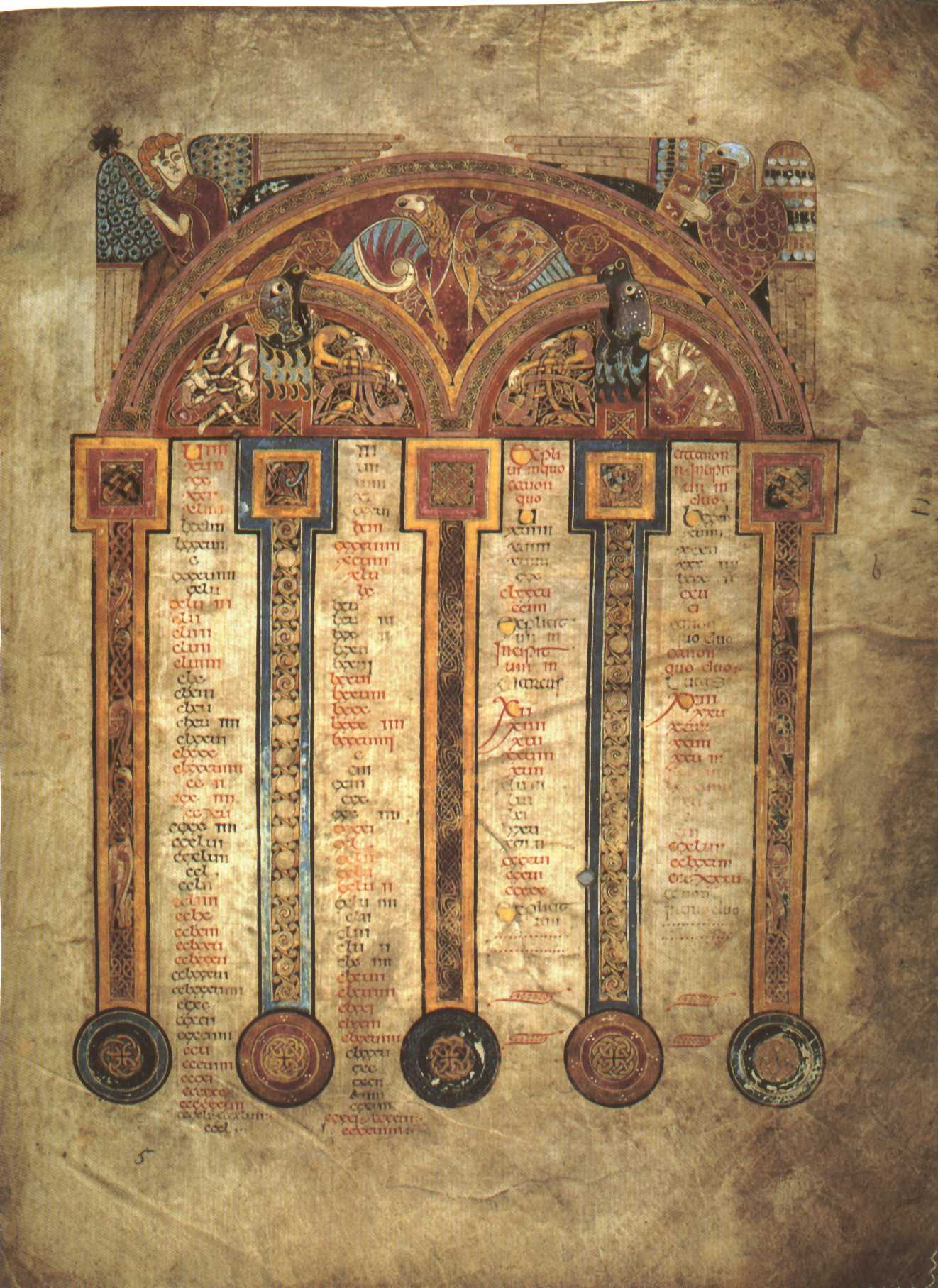
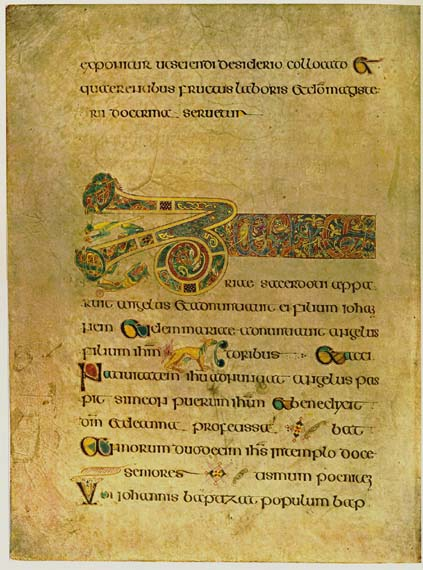
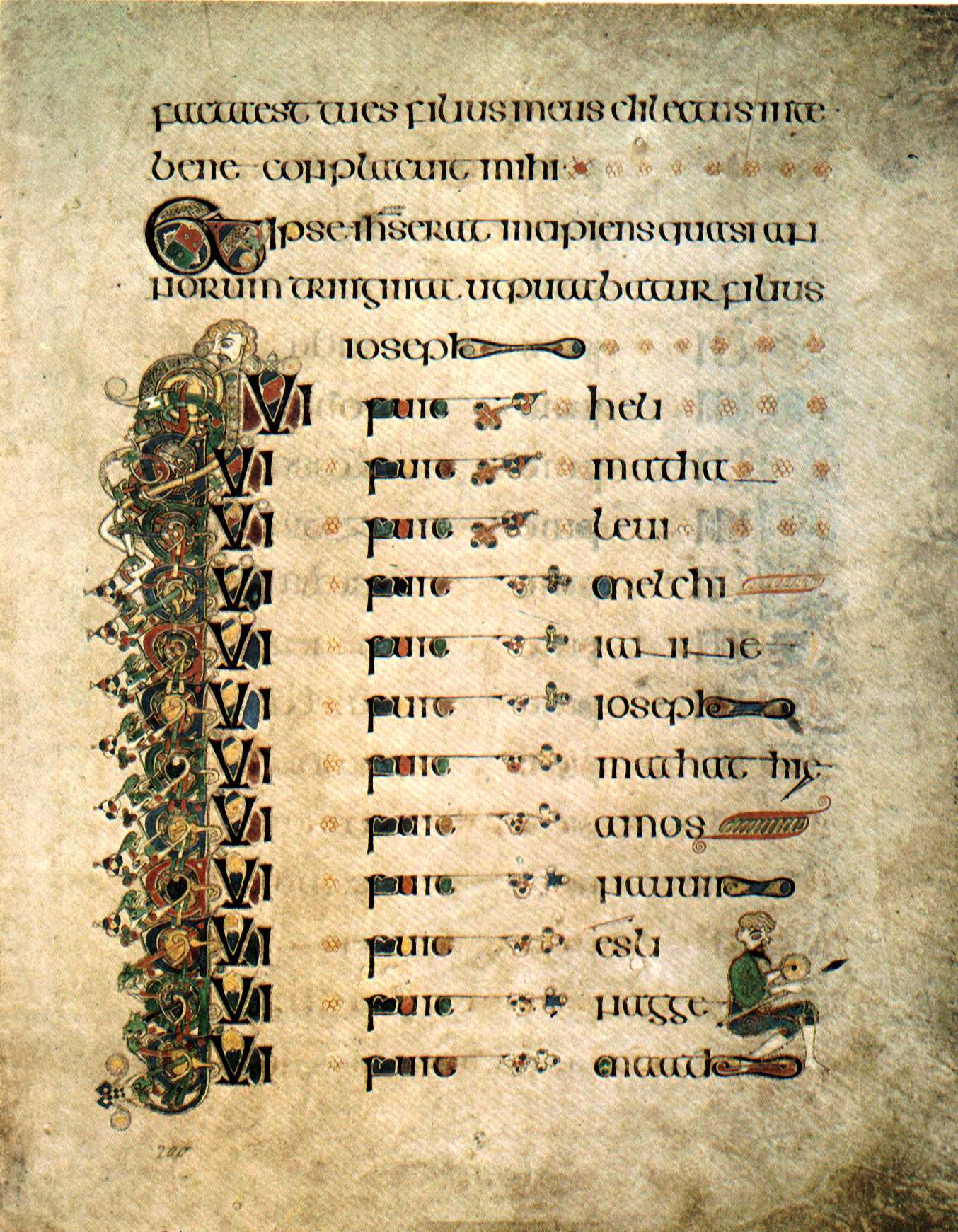
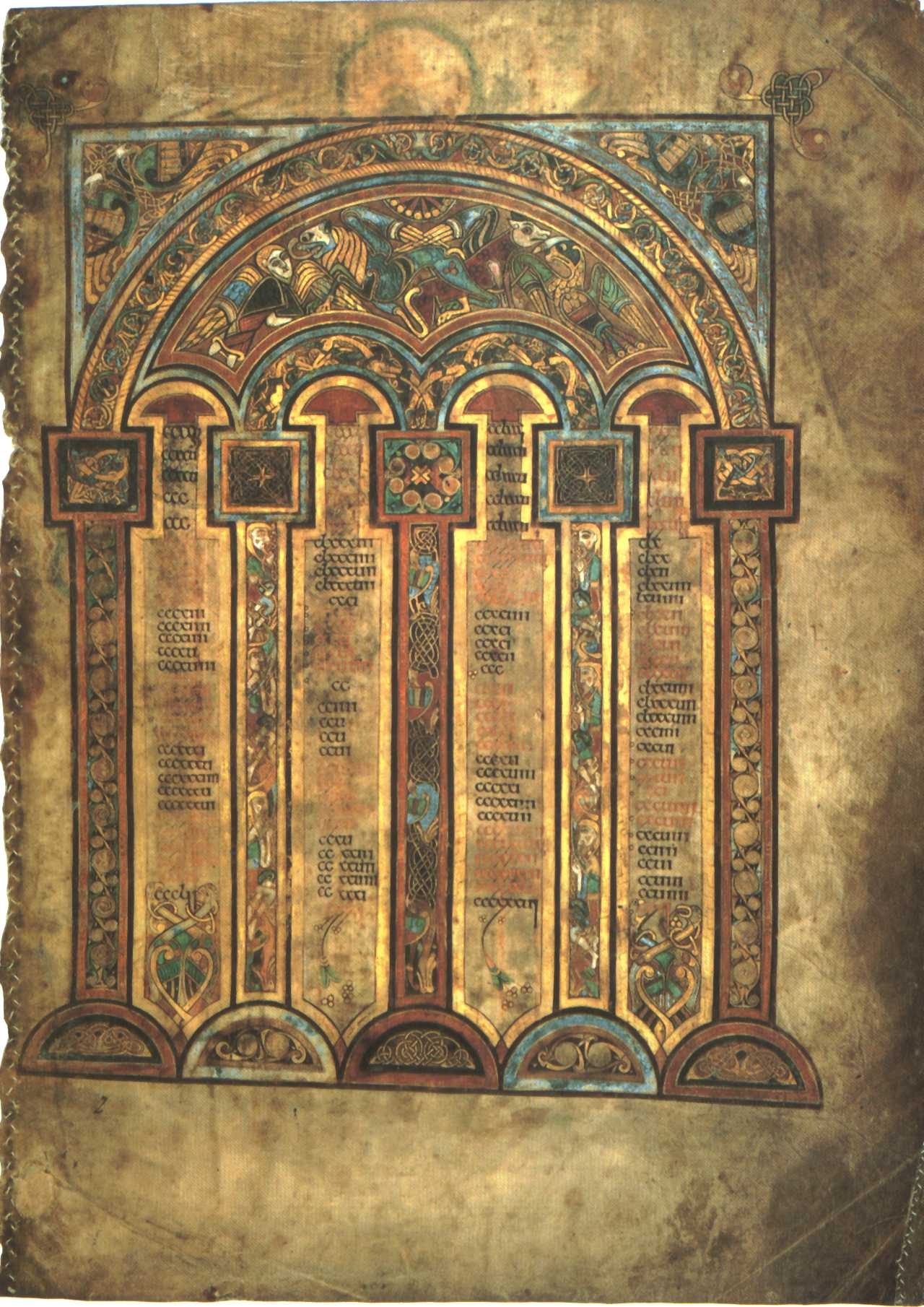
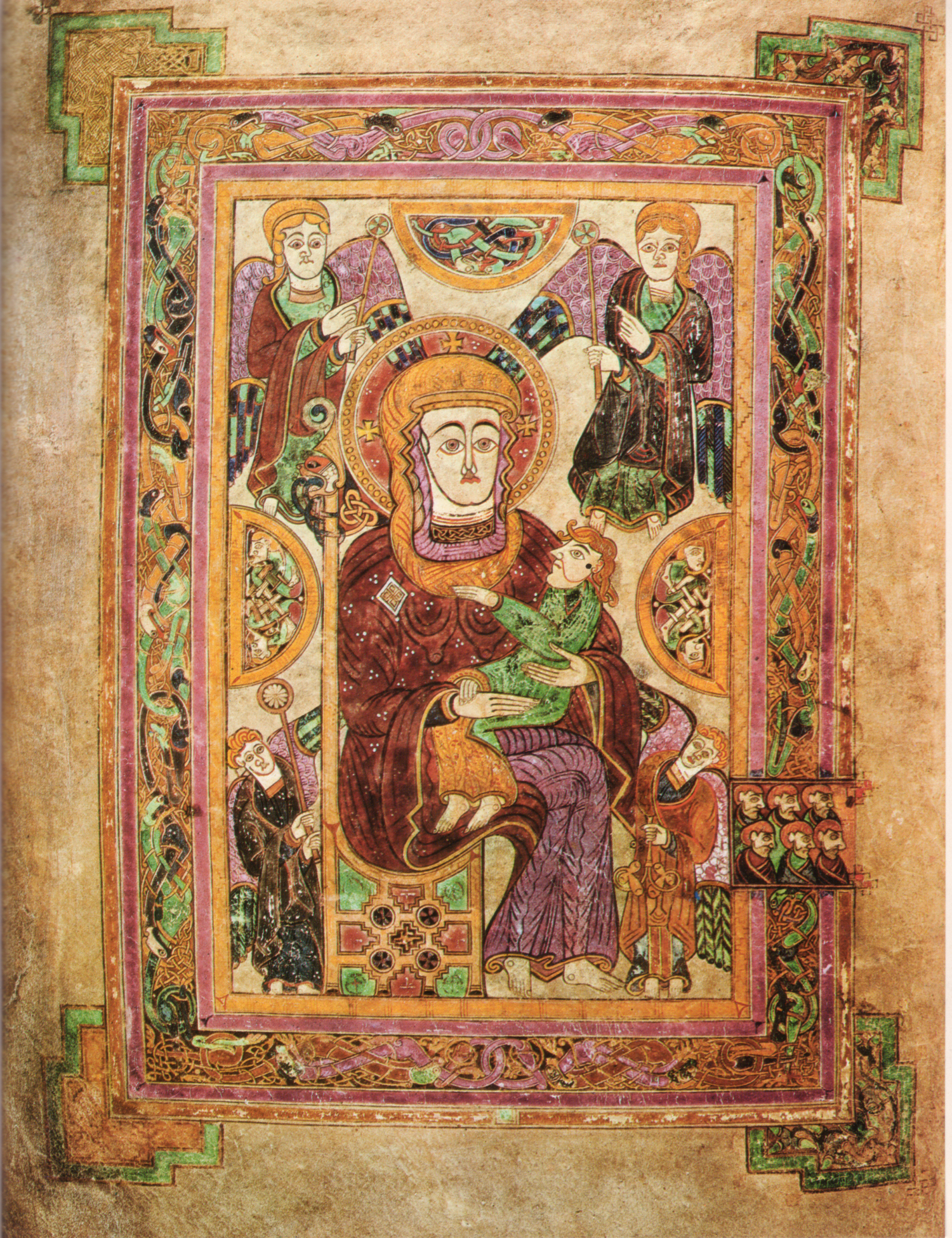
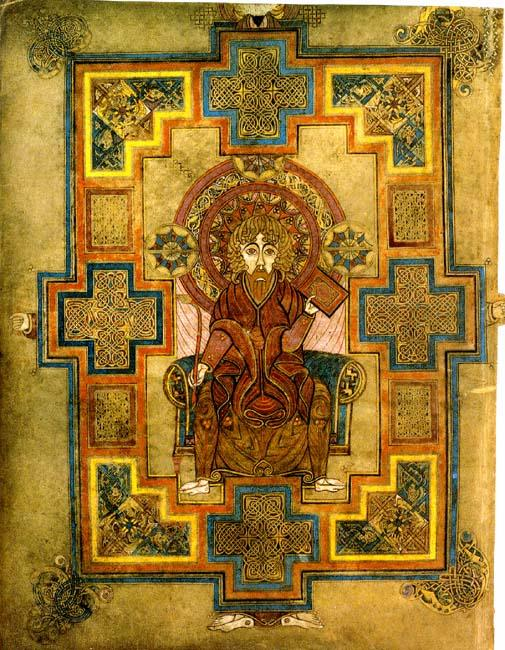
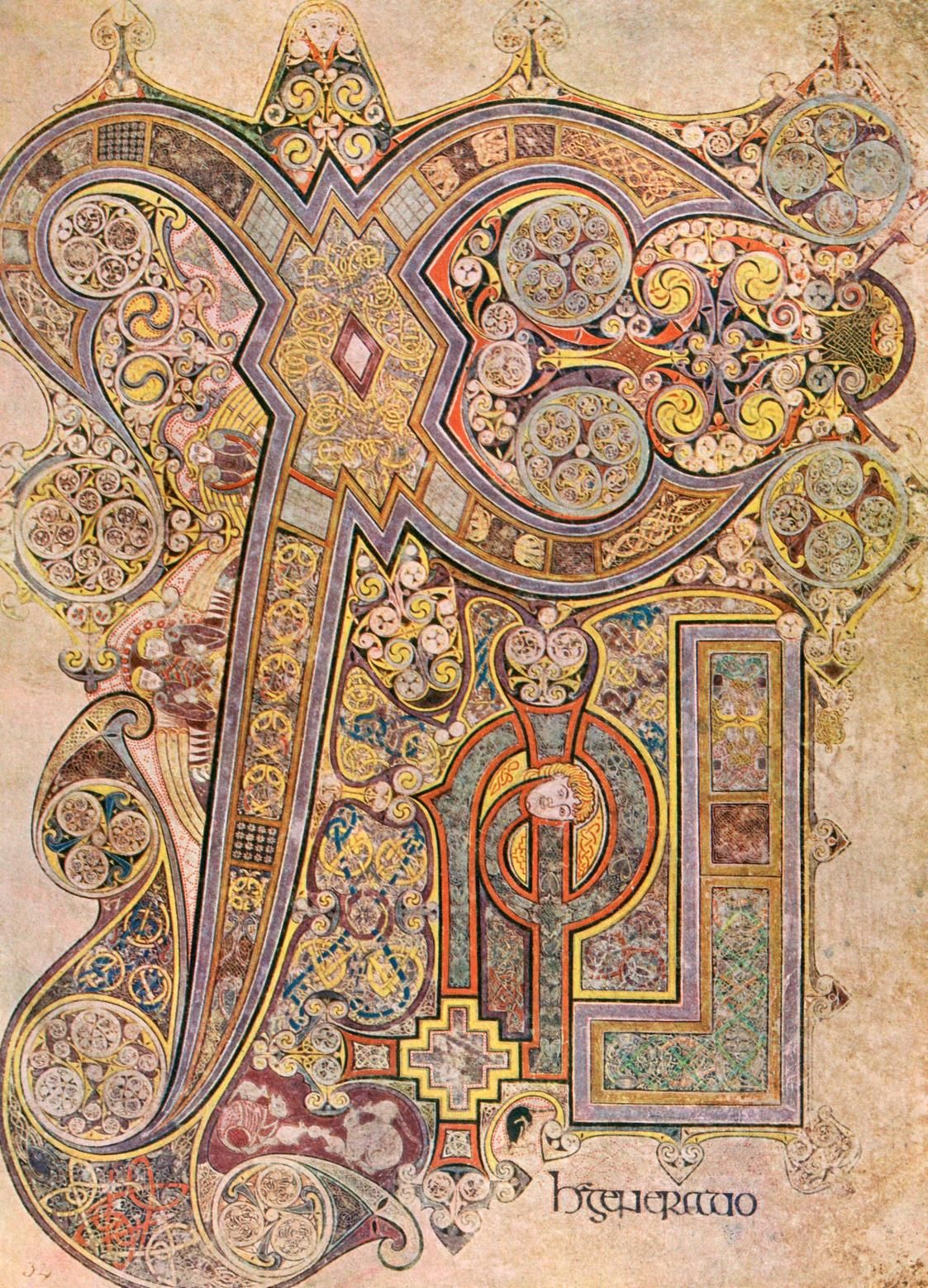
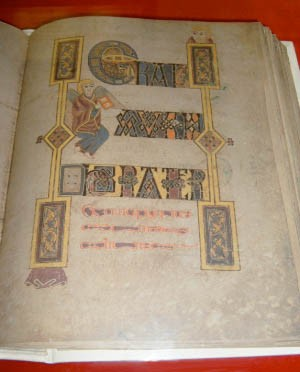